# ポール・ラ・クール
ポール・ ラ・クール（デンマーク語：Poul la Cour、1846年4月13日 - 1908年4月24日）は、デンマークの気象学者、物理学者、発明家。1891年に風力発電の実験をしたことで知られる。

## 来歴

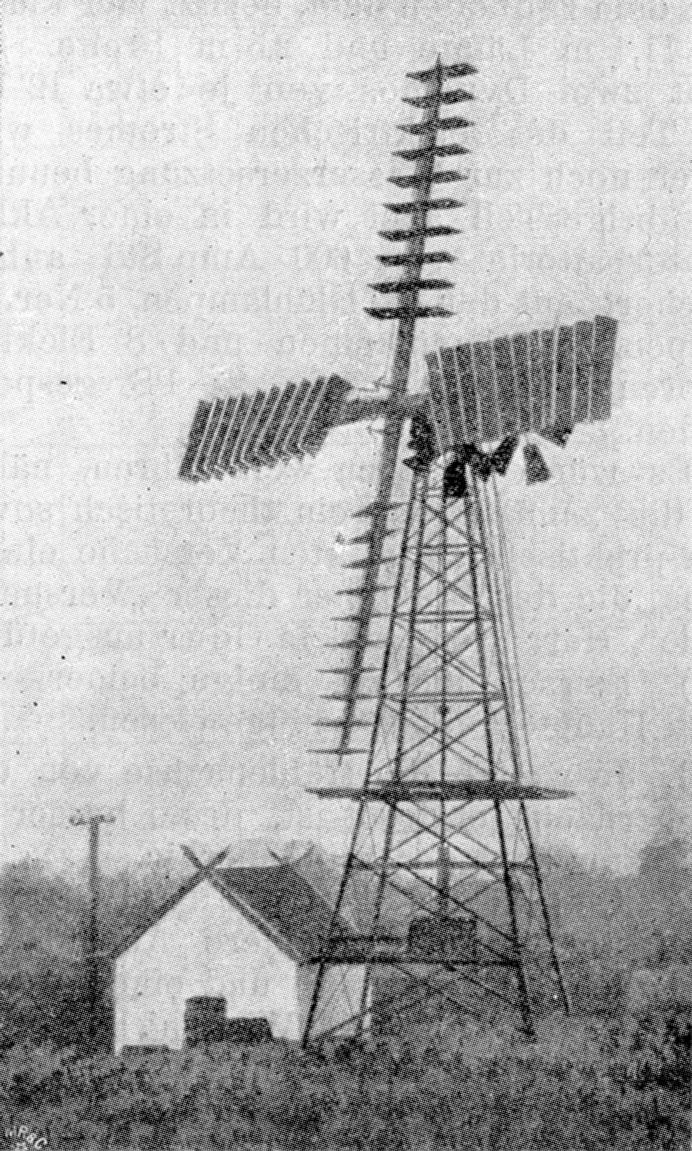
ポール・ ラ・クールの風力発電機

1846年にデンマークのオーフスで生まれ、後にコペンハーゲン大学の教授になり、物理学者として気象学上の業績や電信技術の分野でも業績を挙げた。1878年にニコライ・フレデリク・セヴェリン・グルントヴィの思想に共鳴して、ユトランド半島南部のアスコウ(Askov)のアスコー国民高等学校(アスコウ・ホイスコーレ)に赴任して物理学と数学を教え、校長を務め、1891年に風力発電研究所を設立して風力発電で発電した電力を利用するために当時は鉛蓄電池が高価だったので電気分解した水素と酸素に蓄電する実験を実施した。1882年にヴェツェッキーが航空機用プロペラに対する翼素理論を発表しているが、ラクールはいち早くこれを風車翼の設計に取り入れ、不安定な風から一定の出力を得るための機械式調速装置(クラトスタット)を開発しただけでなく、農村の電化も行った。
現在では彼の業績を顕彰した博物館がある。

## 文献
- 北嶋守, 「デンマークにおける風力発電機の普及と産業化のプロセス--農機具鉄工所を世界企業に変貌させた技術・組織・制度」『機械経済研究』 39号 (2008): p.1-16.